# Mapleton (Kansas)
Mapleton è un comune degli Stati Uniti d'America, situato nello Stato del Kansas, nella contea di Bourbon.